# Jiří Mašín
Jiří Mašín es un deportista checoslovaco que compitió en judo. Ganó una medalla de bronce en el Campeonato Europeo de Judo de 1957, en la categoría de +80 kg.

## Palmarés internacional
| Campeonato Europeo | Campeonato Europeo      | Campeonato Europeo | Campeonato Europeo |
| Año                | Lugar                   | Medalla            | Categoría          |
| ------------------ | ----------------------- | ------------------ | ------------------ |
| 1957               | Róterdam (Países Bajos) | Medalla de bronce  | +80 kg             |